# Насилие срещу жени
Насилието срещу жени включва различни насилствени действия, извършени срещу жени и момичета. То включва форми на домашно насилие, психически, физически и сексуален тормоз, изнасилване, убийство, както и някои традиционни практики като принудителните бракове и убийствата на честта.
Прилагането на действащия в България Закон за защита от домашното насилие е обект и на критики, според които той е в колизия с Конституцията, както и че се използва за злоупотреби при спорове за родителски права, особено в ущърб на бащите.
Познаването на значението и различните форми на насилие над жени и тяхната динамика е важно с оглед на превенцията, интервенцията, подкрепата и защитата на пострадалите и възпирането на извършителите. Изследванията в неправителствения сектор в България напоследък ползват понятието „насилие, основано на полов признак“, под което се разбира „всеки акт, причиняващ физическа, сексуална, психическа, емоционална или икономическа вреда на друг човек, мотивиран или използващ характеристиките на пола, сексуалната ориентация и идентификация на жертвата, и се извършва независимо от отношенията между жертвата и насилника“.

## Насилието над жени като нарушение на човешките права
Насилието срещу жени включва различни прояви на злоупотреба с власт и контрол. Това насилие се извършва над момичета и жени поради социалните измерения на пола им (джендър) или се отнася до форми на насилие, които засягат жени и момичета диспропорционално. „Джендър-основано насилие“ се използва в световните документи и научни социологически разработки, за да се обозначи, че корените на проблема са в неравнопоставеността на половете в социален план. Декларацията на ООН за Елиминиране на Насилието над Жени дефинира проблема като “…всеки акт на основано на джендър насилие, който има за резултат, или е вероятно да има за резултат, физическа, сексуална или психологическа вреда или страдание за жени, включително заплахи за такива действия, принуда или своеволна депривация от свобода, независимо дали се случва в публичния или в частния живот". Насилието над жени се проявява като насилие от страна на интимния партньор (домашно насилие), сексуално насилие и тормоз, трафик на хора (който е предимно на жени и момичета), увреждане на женските полови органи (обрязване) и детски бракове. Във всяка една от тези прояви, насилието може да бъде под формата на убийство (фемицид), пленничество, изолация, принуда, физически актове, психическо насилие, сексуално, икономическо насилие и други, както и може да се отнася до някои специфични традиционни практики като принудителните бракове и убийствата на честта.

### Видове насилие над жени в тази част[8]
Насилие от страна на интимния партньор е всяко поведение от настоящ или предишен партньор или съпруг, което предизвиква физическа, сексуална или психическа вреда. В глобален план, това е най-разпространената форма, преживявана от жените.
Сексуално насилие и тормоз: всеки сексуален акт, опит да се осъществи сексуален акт, нежелани сексуални коментари или подхождания срещу сексуалността на дадена личност, ползващи принуда, от страна на която и да е личност, независимо от тяхното отношение към жертвата, в който и да е контекст.
Трафик на хора е придобиването и експлоатирането на хора, чрез средства като сила, мошеничество, принуда или измама. Това гнусно престъпление пленява милиони жени и момичета, много от които са сексуално експлоатирани.
Осакатяването на женските полови органи включва процедури, които умишлено променят или предизвикват вреда на женските генитални органи по не-медицински причини. Отвъд екстремната физическа и психологическа болка, практиката носи със себе си много рискове за здравето, включително смърт.
Детските бракове са женитби на деца (под 18 годишна възраст) и обикновено е на момичета за по-възрастни съпрузи. Детският брак обикновено означава край на образованието на момичето, край на занятието ѝ и край на правото и да прави житейски избори. Изследвания потвърждават, че момичета, които се омъжват в детството са в по-голям риск от насилие от страна на интимния партньор, отколкото момичета на същата възраст, които се омъжват по-късно.

## Насилието над жени като проблем на общественото здраве
Насилието над жени е признато за един от основните проблеми на общественото здраве. В тази рамка, типологията на насилието, представена в световния доклад на СЗО по насилието и здравето, разделя насилието в три широки категории, в зависимост от това, кой извършва насилническия акт: насочено срещу себе си насилие, междуличностово насилие и колективно насилие, което по-нататък се разделя на физическо, сексуално или психологическо (вкл. депривация и неглижиране).

### Насочено срещу себе си насилие (поради пола)
Няма данни за България.

### Междуличностово насилие

#### Насилие над момичета и девойки
- Злоупотреба с деца и неглижиране, включително инцест: Този вид насилие се включва физическа, сексуална и психологическа злоупотреба, както и неглижиране. Полът и възрастта са важни фактори при определяне на вида насилие. Малки деца и момчета е по-вероятно да са изложени на физическа злоупотреба, докато момичетата, достигнали пубертет и юношество са повече в риск от сексуална злоупотреба, неглижиране и принуждаване към проституция[10]. Предполага се, че жените ползват физическо наказание по-често от мъжете, но когато изходът е фатален, извършителите по-често са мъже. Мъже също е по-вероятно да злоупотребят сексуално с млади момичета[11]. Изследванията показват, че злоупотребата с деца е свързана със стрес на родителите, недостатъчен контрол над импулсите и социална изолация, както и с фактори като бедност и липса на социален капитал[12]. Инцест е термин, който се ползва, за да се опише изнасилване или сексуално нападение, което е извършено от близки кръвни роднини и обикновено насочва към сексуално експлоатиране от най-близките роднини мъже.

- Инфантицид и неглижиране заради пола: В някои държави/региони на света има социално предпочитание за момчета, което води до неглижиране на момичета, в отговор на устойчиви културални традиции, фаворитизиращи момчетата. Това пораждам например, аборти на женски фетуси, идентифицрани чрез ултрасаунд, недохранване на момичета и дори инфантицид (произволно убийство на деца от женски пол скоро след раждането. Една техника за откриване на проблема е мониторинг на съотношението момичета към момчета и дали то е по-ниско, което говори за нарушаване на естествения ход на раждаемостта.
- Увреждане на женските полови органи: вж по-горе.

#### Насилие над жени в репродуктивна възраст
Насилие от страна на интимния партньор
Изнасилване
Насилие, свързано със зестрата
Изгаряне с киселина
Убийства на честта
Злоупотреба с възрастни хора
Сексуален тормоз на работното място

### Колективно насилие
Сексуално насилие по време на войни и въоръжени конфликти
Сексуален тормоз на работното място

## Статистика за България
Насилието над жени е скрит проблем поради трудното разпознаване и от страна на обществеността, и от страна на жертвите, и от страна на извършителите. Данните по-долу са от налични онлайн изследвания и от публикации в медиите.

### Агрегирана статистика
Според Индекса за равенство между половете (има се предвид джендровете – социалните измерения на пола) на Европейския Институт за Джендър Равенство. Извадка от данните за България:
1. Коефициентът на България в сферата на насилието над жени е 44.2, което е много по-високо от средното в ЕС. Колкото по-висок е коефициентът, толкова по-сериозен е феноменът в страната. По скала от 1 до 100, 1 представлява ситуация, в която насилието над жени не съществува и 100 означава, че ситуацията е такава, в която насилието е изключително разпространено, жестоко, и недокалдвано/несподеляно.
2. 28% от жените в България са преживели физическо и/или сексуално насилие от 15-годишна възраст насетне (не се знае колко момичета са преживели насилие преди 15 годишна възраст). Това е с 5% по-ниско от средното за ЕС (33 %). Но в последната една година преди провеждането на изследването, жените, което са преживели такова насилие в България, са повече в от средното в ЕС (8% срещу 7,8% в ЕС).
3. Процентът на жените, пострадали от физическо или сексуално насилие, които са получили последствия за здравето си, е 83,9% (при средно 68,9% за ЕС).
4. Процентът на жените, пострадали от физическо или сексуално насилие през последната година преди изследването, които са получили последствия за здравето си е 74% (при средно 32,9% за ЕС).
5. 48 % of жените, които са преживели физическо или сексуално насилие през 12-те месеца преди изследването не са казали на никого. Това е най-високото ниво в 28-те държави от ЕС.
6. На социално ниво, насилието срещу жени струва на България 3.2 билиона на година чрез пропуснат икономически принос, ползване на услуги и лична цена.

## Релевантно законодателство
В България действат няколко закона, отнасящи се до насилието над жени. На първо място Конституцията приема, че всички граждани са равни и имат равни права, включително на закрила от закона, както и специфична закрила при необходимост. Други важни законови актове са Законът за борба с трафика на хора и Националният механизъм за насочване и подпомагане на жертвите на трафик (действа от 2016 г.), Законът за защита от домашното насилие (в сила от 01.04.2005 г.), Законът за закрила на детето, Наказателния кодекс в частите си, свързани с неприкосновеността на личността и свободата на личността, Закона за социалните услуги (в частта за социалните услуги, достъпни за пострадалите от домашно насилие), Закона за оръжията, боеприпасите, взривните вещества, и пиротехническите изделия (в частта за отказите за издаване/отнемането на разрешителни след издадена заповед за защита по реда на Закона за защита от домашното насилие) и др. Прилагането на Закона за защита от домашното насилие е обект и на критики, според които той се използва за злоупотреби при спорове за родителски права, особено в ущърб на бащите. Гласуването на понятието „джендър“ (социални измерения на пола) за противоконституционно от Конституционния съд през юли 2018 година според неправителствена организация, обявила се в защита на Истанбулската конвенция, е сериозна пречка пред адекватната превенция, интервенция и подкрепа и закрила на жертвите и удар по правата на жените в България. ==
Друг важен правен инструмент е Закона за правната помощ, предвид възможностите за ползване на безплатна такава от страна на пострадалите от домашно насилие лица.
Официална статистика за броя жени, жертви на насилие, особено жертви на домашно насилие в България не съществува.  Съдебните процеси за много от делата са все още в ход и информацията е предадена по описания в медиите, без да са доказани извършителите на престъпленията.
Статистика в страната се води от страна на МВР по отношение извършените престъпления срещу жени, а след влизането в сила на промените в Наказателния кодекс през януари 2019 г., когато бяха създадени нови по-тежко наказуеми състави за определени престъпления, тогава когато са извършени в условия на домашно насилие, полицейската статистика е допълнена и с тях.
В МВР от 2007 г. също се събира и обобщава информация за получените заповеди за защита в районните управления от страна на издалите ги районни съдилища. По инициатива на Главна дирекция "Национална полиция" в рамките на проект е стартирано разработването и пускането в експлоатация на автоматизирана информационна система за домашното насилие и насилието, основано на пола, която все още не е в екплоатация.
- Домашно насилие
- Конвенция на Съвета на Европа за превенция и борба с насилието над жени и домашното насилие
- Фемицид
- Програма за превенция и защита от домашно насилие Архив на оригинала от 2009-08-19 в Wayback Machine. към МВР

1. ↑  Фондация „Партньори-България“, Център за изследване на демокрацията и Академия по права на човека-Норвегия (2016) „Национално изследване на домашното насилие и насилието, основано на полов признак“
2. ↑  Domestic Abuse Intervention Programmes. Power and Control Wheel. Посетен на 2 ноември 2018.
3. ↑  NCDSV. POWER AND CONTROL WHEEL Архив на оригинала от 2019-01-11 в Wayback Machine.. Посетен на 2 ноември 2018.
4. ↑  Speakout Loud. A new power and control wheel. Посетен на 2 ноември 2018.
5. ↑  Richters JMA. Women, culture and violence; a development,

health and human rights issue. Leiden: Women and Autonomy Centre (VENA), 1994.
6. ↑  Krantz, G. and Garcia-Moreno, C. (2005) „Violence against Women“, Journal of Epidemiology and Community Health (1979-), Vol. 59, No. 10 (Oct., 2005), pp. 818 – 821
7. ↑  United Nations General Assembly (UNGA) (1993) Declaration on the elimination of violence against women. Proceedings of the 85th plenary meeting, Geneva, 20 Dec, 1993
8. 1 2  UN Women. Violence against women and girls manifests itself in physical, sexual and psychological forms Архив на оригинала от 2018-11-02 в Wayback Machine.. Посетен на 2 ноември 2018.
9. ↑  WHO (2002) WHO report on violence and health. Geneva: World Health Organisation
10. ↑  Finkelhor D. (1994) The international epidemiology of child sexual abuse. Child Abuse Negl;18:409 – 17
11. ↑  Straus AAA. Identification of child maltreatment with the parent-child conflict tactics scale: development and psychometric data for a national sample of American parents. Child Abuse Negl 1998,22:249 – 70.
12. ↑  Gillham B. Unemployment rates, single parent density, and indices of child poverty: their relationship to different categories of child abuse and neglect. Child Abuse Negl 1998;22:79 – 90.
13. ↑  EIGE (2015) gender Equality index – Bulgaria.
14. ↑  Полицията иска регистър на случаите с домашно насилие. „Дневник“. 29 април 2018
15. ↑  „Законът за защита от домашното насилие е врата в полето“. „Дума“. 1 септември 2017.